# Rio Piaí
Le rio Piaí est un cours d'eau brésilien de l'État du Rio Grande do Sul, et un affluent de la rive droite du rio Caí.